# Bèze
Bèze é uma comuna francesa na região administrativa da Borgonha-Franco-Condado, no departamento [[Côte-d'Or]]. Estende-se por uma área de 23,71 km². Em 2010 a comuna tinha 728 habitantes (densidade: 30,7 hab./km²).